# MathType
MathType — проприетарное прикладное программное обеспечение, созданное калифорнийской компанией «Design Science» и представляющее собой интерактивный редактор формул для Microsoft Windows и Macintosh, который позволяет создавать математические записи для текстовых процессоров (Microsoft Word, Apple Pages, Apache OpenOffice, Google Docs), веб-страниц, настольных издательских систем, презентаций, электронного обучения, и для TeX, LaTeX и MathML документов.
Программа является более функциональной версией утилиты «Microsoft Equation Editor» (eqnedt32.exe), входившей в состав пакета Microsoft Office до января 2018 года, авторские права на которую также принадлежат «Design Science».
Без регистрации срок работы программы в режиме полной функциональности составляет 30 дней. После окончания пробного периода программа переходит в режим «lite», где возможность пользования расширенной функциональностью ограничена. Функционально программа будет работать как «Equation Editor» с дополнительными шрифтами и символами.

## Основные возможности
- Совместимость с более чем 700 приложениями и веб-сайтами[5]:
  - MathType работает с Microsoft Office, iWork, MATLAB, Википедия, Mathematica, Maple, Google Docs, OpenOffice, Mathcad Prime и выше, Adobe InDesign.
- Несколько способов создания уравнений:
  - Распознавание рукописного ввода
  - WYSIWYG-редактирование с автоматическим форматированием
  - Сочетания клавиш
  - Вёрстка с помощью TeX или LaTeX
  - Копирование и вставка ранее созданных уравнений
- Сохранение часто используемого уравнения на панель инструментов

## Совместимость
MathType работает с более чем 700 приложениями и веб-сайтами в таких областях, как образование, электронное обучение, расчеты, обработка текстов, презентации, электронная почта, блоги и вики. Среди новых поддерживаемых приложений и веб-сайты Google Docs, Gmail и многие другие.
Существуют значительные проблемы с совместимостью с Adobe Acrobat и созданием PDF файлов из документов, содержащих элементы MathType.

## История версий
- MathType 1.0 (1985)
- MathType 3.5 (1995)
- MathType 3.6 (1999)[6]
- MathType 4.0 (1999)[7]
- MathType 5.0 (2001)[8]
- MathType 6.0 (2007)[9]
- MathType 6.5 (2008)[10]
- MathType 6.6 (2009)[11]
- MathType 6.7 (2010)
- MathType 6.8 (2012)
- MathType 6.9 (2013)
- MathType 7.0 (2018)